# Стальский сельсовет
Стальский сельсовет  — административно-территориальная единица и муниципальное образование со статусом сельского поселения в Кизилюртовском районе Дагестана Российской Федерации.
Административный центр — село Стальское.

## Население
| 2002    | 2010  | 2012  | 2013  | 2014  | 2015  | 2016  |
| ------- | ----- | ----- | ----- | ----- | ----- | ----- |
| 6902    | ↗7583 | ↗7771 | ↗8014 | ↗8165 | ↗8367 | ↗8482 |
| 2017    | 2018  | 2019  | 2020  | 2021  | 2023  | 2024  |
| ↗8632   | ↗8734 | ↗8801 | ↗8871 | ↗9694 | ↗9876 | ↗9973 |
| 2025    |       |       |       |       |       |       |
| ↗10 020 |       |       |       |       |       |       |

## Состав
| № | Населённый пункт | Тип населённого пункта       | Население |
| - | ---------------- | ---------------------------- | --------- |
| 1 | Стальское        | село, административный центр | ↗6252     |
| 2 | Шушановка        | село                         | ↗3442     |